# Thủy ngân(II) cyanide
Thủy ngân(II) cyanide, còn được gọi với cái tên khác là thủy ngân đicyanide là một hợp chất vô cơ có thành phần gồm ba nguyên tố: nitơ, cacbon và thủy ngân với công thức hóa học Hg(CN)2. Hợp chất này tồn tại dưới dạng một loại bột màu trắng hoặc không màu, không mùi, có vị đắng. Hợp chất này cũng có điểm nóng chảy là 320 ℃ (608 ℉) và tại đó nó phân hủy và giải phóng khói thủy ngân độc hại. Nó hòa tan nhiều trong các dung môi phân cực như nước, cồn và amonia; tan trong ete; không hòa tan trong benzen và các dung môi kị nước khác. Thủy ngân(II) cyanide nhanh chóng phân hủy trong axit để giải phóng hydro cyanide. Các mẫu chất cũng phân hủy khi tiếp xúc với ánh sáng, trở nên sẫm màu hơn. Nó phản ứng mạnh mẽ với các tác nhân oxy hóa; kết hợp với các clorat kim loại, perchlorat, nitrat hoặc nitrit có thể gây ra một vụ nổ dữ dội.

## Các ứng dụng trong quá khứ
Thủy ngân(II) cyanide đã từng được sử dụng như là một chất khử trùng, nhưng việc này đã được chấm dứt vì độc tính của nó. Một ví dụ của việc này là điều trị bệnh giang mai: một dung dịch gồm 5–10 hạt trong một ounce nước, được phết lên bằng một chiếc cọ lông lạc đà, đã được áp dụng cho các vết loét giang mai ở lưỡi hoặc miệng. Hợp chất này cũng được sử dụng trong nhiếp ảnh. Nó vẫn được sử dụng trong vi lượng đồng căn với tên Latinh là Hydrargyrum bicyanatum.

## Hợp chất khác
Hg(CN)2 còn tạo một số hợp chất với CS(NH2)2, như Hg(CN)2·CS(NH2)2 là tinh thể trong suốt hay Hg(CN)2·2CS(NH2)2 là tinh thể sáng bóng.